# Conel Hugh O'Donel Alexander
Conel Hugh O'Donel Alexander   (Cork, 19 d'abril de 1909 - Cheltenham, 15 de febrer de 1974), CMG, CBE, conegut usualment com Hugh Alexander o C.H.O'D. Alexander, fou un criptoanalista, jugador i escriptor d'escacs britànic (nascut a Irlanda). Va treballar per contrarestar la màquina alemanya Enigma a Bletchley Park durant la II Guerra Mundial, i fou posteriorment responsable de la divisió del criptoanàlisi del GCHQ durant més de 20 anys. En escacs, fou dos cops campió britànic, i obtingué el títol de Mestre Internacional.

## Biografia
Hugh Alexander nasqué el 1909 a Cork, Irlanda, i fou el fill més gran de Conel William Long Alexander, un professor d'enginyeria al col·legi universitari de Cork, i de Hilda Barbara Bennett. El pare va morir el 1920, i la família es va mudar a Birmingham, Anglaterra, on assistí a la King Edward's School. Va guanyar una beca per estudiar matemàtica al King's College de Cambridge el 1928, i es va graduar amb honors el 1931.
Des de 1932, va ensenyar matemàtica a Winchester, i es va casar amb Enid Constance Crichton Neate (1900-1982) el 22 de desembre de 1934. El seu primer fill fou el diplomàtic i campió olímpic d'esgrima Michael O'Donel Bjarne Alexander (1936-2002). El 1938 va deixar d'ensenyar matemàtica, i va passar a ser cap de recerca a la l'organització cooperativa John Lewis Partnership.

## Bletchley Park i GCHQ
El febrer de 1940 Alexander va entrar a Bletchley Park, el centre britànic de desencriptació durant la II Guerra Mundial. Va ingressar al Hut 6, la secció encarregada d'intentar desxifrar els missatges de l'exèrcit i les forces aèries alemanyes creats amb la màquina Enigma. El 1941, va ser transferit al Hut 8, secció encarregada de la mateixa feina per als missatges Enigma de l'armada alemanya. Fou cap executiu del Hut 8 per sota d'Alan Turing. Alexander estava més implicat en el dia a dia de les operacions del Hut 8 que en Turing, i, mentre Turing estava de visita als Estats Units, Alexander va ser formalment el cap de la secció, als voltants de novembre de 1942, moment en què entre els seus companys de feina hi havia Stuart Milner-Barry, Gordon Welchman, i Harry Golombek. L'octubre del 1944, Alexander fou transferit per treballar en el codi japonès JN-25.
A mitjans del 1946, Alexander va ingressar al GCHQ (sota el control del Foreign Office), que fou l'organisme que succeí el Government Code and Cypher School (GCCS) a Bletchley Park. Cap al 1949, fou promocionat a la direcció de la "Secció H" (criptoanàlisi), lloc en què va romandre fins a la seva jubilació el 1971.

## Carrera escaquística
Va representar la Universitat de Cambridge entre els anys 1929 i 1932 (mentre estudiava al King's College). Fou dos cops Campió britànic, els anys 1938 i 1956. Va representar Anglaterra en sis olimpíades d'escacs, els anys 1933, 1935, 1937, 1939, 1954, i 1958, on hi va fer un total de 42 punts de 80 partides (+26, =32, -22), un 52.5 per cent. A l'Olimpíada d'escacs de 1933 a Folkestone, on hi era 1r suplent, va puntuar 7.5/11, cosa que li va permetre obtenir una medalla de bronze individual pel percentatge de punts en aquest tauler. A l'Olimpíada d'escacs de 1939 a Buenos Aires, Alexander va haver d'abandonar la competició, juntament amb la resta de l'equip anglès, a causa de l'inici de la II Guerra Mundial, ja que va ser requerit per a participar en el projecte britànic de desencriptament. Alexander fou també capità de l'equip anglès (sense jugar), entre 1964 i 1970. Obtingué el títol de Mestre Internacional el 1950, i el de Mestre Internacional per correspondència el 1970. Va guanyar el Torneig Internacional de Hastings 1946/47 puntuant 7½/9, un punt sencer per davant de Savielly Tartakower. El seu millor resultat en torneig fou el primer lloc, empatat amb David Bronstein) a Hastings 1953/54, on hi acabà invicte, i guanyà les partides individuals contra els GMs soviètics David Bronstein i Aleksandr Tóluix. Les oportunitats d'Alexander de jugar al més alt nivell es van veure coartades atès que no tenia permès entrar al Bloc de l'Est a causa de la seva feina secreta en criptografia. Fou també el columnista d'escacs del rotatiu The Sunday Times els anys 1960 i 1970s.
En opinió de molts entesos, Alexander tenia talent suficient per haver esdevingut Gran Mestre, però el moment en què podia haver-ho assolit va coincidir amb els anys de la II Guerra Mundial, quan no hi havia possibilitats a la Gran Bretanya de jugar al més alt nivell. Acabada la guerra, les seves responsabilitats professionals com a criptoanalista varen limitar en gran manera les seves aparicions en torneigs. Malgrat això, aconseguí derrotar Mikhaïl Botvínnik en una partida dins un matx per equips per ràdio contra la Unió Soviètica, el 1946, en un moment en què Botvínnik era probablement el millor jugador mundial. Alexander va fer importants contribucions teòriques en la defensa Holandesa i en la defensa Petroff.

## Llibres
- C. H. O'D. Alexander (1972). Fischer v. Spassky. Vintage. ISBN 0-394-71830-5.
- C. H. O'D. Alexander (1972). Fischer v. Spassky - Reykjavik 1972. Penguin. ISBN 978-0-140-03573-5.
- C. H. O'D. Alexander (1973). The Penguin Book of Chess Positions. Penguin. ISBN 978-0-140-46199-2.
- C. H. O'D. Alexander, Derek Birdsall (Editor) (1973). A Book of Chess. Hutchinson. ISBN 978-0-091-17480-4.
- C. H. O'D. Alexander (1974). Alexander on Chess. Pittman. ISBN 978-0-273-00315-1.
- Learn Chess: A New Way For All. Volum I: First Principles by C.H. O’D. Alexander and T. J. Beach. (RNIB, 1963).
- Learn Chess: A New Way For All. Volum II: Winning Methods by C.H. O’D. Alexander and T. J. Beach. (RNIB, 1973).
- Chess Problems : Introduction to an Art by Michael; Matthews, R. C. O.; Rice, John M.; Alexander, Conel Hugh O'Donel, Lipton
- Alekhine's Best Games of Chess : 1938 - 1945 by Alexander, Conel Hugh O'Donel London: G. Bell and Sons, 1966
- Learn chess : a new way for all by Alexander, C. H. O'D. (Conel Hugh O'Donel) Oxford : Pergamon Press, 1963-
- A Book of Chess ISBN 9780060100483, Harper & Row